# Ернст Август Краг
Ернст Август Краг (нім. Ernst August Krag; 20 лютого 1915, Вісбаден — 24 травня 1994, Нідергаузен) — німецький офіцер, штурмбанфюрер СС. Кавалер Лицарського хреста Залізного хреста з Дубовим листям.

## Біографія
1 травня 1935 року вступив в частини посилення СС, служив в 5-му штурмі штандарту СС «Германія», в травні-листопаді 1938 року — в 9-му штурмі штандарту СС «Фюрер», з травня 1940 року — в 1-му дивізіоні артилерійського полку СС. Учасник Французької і Балканської кампаній, а також Німецько-радянської війни. З червня 1941 року — командир 5-ї батареї свого полку, який входив в дивізію СС «Райх». З грудня 1941 року — командир 3-ї роти 2-го розвідувального батальйону СС, з листопада 1942 року — 2-ї (з лютого 1943 року — 1-ї) батареї 2-го дивізіону штурмових гармат СС своєї дивізії. Під час Курської битви командував всім дивізіоном. З червня 1944 року — командир 2-го танкового розвідувального батальйону СС своєї дивізії. Учасник боїв у Нормандії, Арденнах і Угорщині. В травні 1945 року здався американським військам. У січні 1948 року звільнений.

## Нагороди
- Почесна шпага рейхсфюрера СС
- Медаль «У пам'ять 13 березня 1938 року»
- Медаль «У пам'ять 1 жовтня 1938»
- Залізний хрест
  - 2-го класу (25 липня 1940)
  - 1-го класу (27 липня 1940)
- Штурмовий піхотний знак в бронзі (14 липня 1942)
- Медаль «За зимову кампанію на Сході 1941/42» (3 серпня 1942)
- Німецький хрест в золоті (9 квітня 1943)
- Нагрудний знак «За поранення»
  - в сріблі (5 серпня 1943)
  - в золоті (26 липня 1944)
- Нагрудний знак ближнього бою
  - в бронзі (3 квітня 1944)
  - в сріблі (12 серпня 1944)
- Нагрудний знак «За танкову атаку» 2-го ступеня «25» (2 серпня 1944)
- Лицарський хрест Залізного хреста з дубовим листям
  - лицарський хрест (23 жовтня 1944)
  - дубове листя (№ 755; 28 лютого 1945)